# Collinásy György
Collinászy György (szlovákul Juraj Collinásy) (Szerencs, 1907. június 29. – Kassa, 1963. november 22.) festő, fényképész.

## Élete
1924–1927 között Krón Jenő magániskoláját látogatta, majd 1927–1929 között Prágában tanult. Kassára hazatérve fényképezéssel foglalkozott. 1936-tól kizárólag a festészetre összpontosított. Expresszív kolorista festményei témáit a mindennapi életből merítette, színes kompozíciókon ábrázolta a vidéki életet és a munkát. Leggyakrabban feleségét, lányait és ismeretlen női alakokat ábrázolt olvasás, munka vagy pihenés közben. Kiemelkedőek a népi építészetet és népviseleteket megörökítő képei, ám városi művész maradt, a városi életre jellemző mozzanatok és érzelmek megörökítője.
Mestere volt Krón Jenő és Vincenc Beneš. Egyéni kiállításai voltak: Bártfán (1976), Kassán (1949, 1997), Késmárkon (1957), Poprádon (1973) és Pozsonyban (1950, 1958).